# Сакка Физола
Сакка Физола — один из островов венецианской лагуны. Остров находится западнее острова Джудекка, с которым соединён мостом Лавранери. Западнее Сакка Физола находится остров Сакка Сан-Бьяджо, где находилась мусоросжигательная печь, снесённая в 1984 году.
Как и другие острова лагуны, Сакка Физола — искусственный остров, созданный в 60-х годах XX века.
На острове нет памятников или зданий, имеющих особое архитектурное значение. Упоминания заслуживает только приходская церковь Сан Жерардо Сагредо, внутри которой находится «Воскресение Христа и причастие святых» Эрнани Костантини —  большая настенная роспись, украшающая пресбитерий.